# 赤屋敷信一
赤屋敷 信一（あかやしき しんいち、1926年〈大正15年〉1月29日 - 2020年〈令和2年〉）は、日本の政治家。元岩手県二戸郡一戸町議会議員（1期）。自然体験塾どんぐり村村長。国会・地方議会ともに日本最後の大正生まれの現職議員であった。

## 経歴

### 前史
1926年（大正15年）1月29日に出生。1945年（昭和20年）2月には、現地志願兵として19歳で満州へ出征。銃撃を受けて重傷を負うも辛くも生還し、47年10月に一戸へ戻る。
1989年（平成元年）には、自身の敷地を生かして自然体験塾「どん栗村」を開く。村内には「いきいきぽっくり道場」「ブタコーモリの館」「おしんの館」など独特な名称の施設を建設した。また、山村再生プラン事業の助成を活用し、「どん栗菓子」の開発やかやぶき職人養成講座の開催など地域資源の活用した新事業に取り組んだ。また、2008年（平成20年）には、1940年（昭和15年）より国勢調査員として約60年間貢献した功績により、秋の叙勲により瑞宝単光章を受章する。

### 政治家として
2013年（平成25年）11月10日には一戸町議会議員選挙に出馬するも次点で落選する。しかし、2014年（平成26年）1月31日に現職議員が死去したことに伴い、繰り上げ当選となる。2017年（平成29年）2月には神奈川県寒川町の藤沢喜代治町議が引退したことに伴い、最後の大正生まれの地方議会議員となった。同年7月25日、足が不自由になり議員活動がままならなくなったため、「一身上の都合」を理由に町議を辞職する。2017年8月時点で県内の現役市町村議で最高齢であり、これにより日本から大正生まれの議員が居なくなった。その後、2020年（令和2年）に逝去し、それに伴い「どん栗村」も活動を終了した。